# Сребърният стол
„Сребърният стол“ (на английски: The Silver Chair) е фентъзи-роман за деца от Клайв С. Луис. Книгата е издадена през 1953 г., което я прави четвъртата издадена книга от „Хрониките на Нарния“. Въпреки това, в хронологията на действието описано в книгите, „Сребърният стол“ се подрежда на шесто място.

## Сюжет
Историята на романа започва с това как Юстас Скруб (който участва и в по-ранния роман „Плаването на „Разсъмване““) и неговата съученичка от експерименталното смесено училище - Джил Поул, се опитват да избягат от по-големи свои съученици. Докато се опитват да избягат, двете деца попадат в страната на Аслан, в света на Нарния. Аслан обяснява на Джил и Юстас, че ги е извикал от техния свят, за да открият изчезналия принц на Нарния – Рилиан, който е син на крал Каспиан Десети. Принцът е изчезнал преди години вследствие на злите магии на магьосница, която наричат Дамата със зелените дрехи. Двете деца трябва да открият принца, за да може той да заеме трона на Нарния след смъртта на вече стария си баща. В крайна сметка децата решават да тръгнат на север от Нарния, за да открият принц Рилиан. Към тях се присъединява и блатния мърморец Пъдълглъм
В търсенето на принца двете деца и Пъдълглъм попадат в подземното царство, което се управлява от Дамата със зелените дрехи. Там те откриват принц Рилиан, който се оказва неин пленник. След като децата развалят магията, която подчинява принца на вещицата, на четиримата герои им се налага да се изправят срещу вещицата. Оказва се, че Дамата със зелените дрехи е всъщност Бялата Вещица (която управлява цяла Нарния в романа „Лъвът, Вещицата и дрешникът“). С помощта на Пъдълглъм принц Рилиан успява да убие вещицата. Веднага след смъртта на вещицата, подземния свят започва да се разпада и на четиримата герои им се налага да бягат, за да се спасят. В крайна сметка Джил, Юстас, Пъдълглъм и принц Рилиан пристигат в Нарния точно за да присъстват на смъртта на крал Каспиан Десети.